# STS-117
STS-117 foi uma missão da NASA realizada entre 8 de junho e 22 de Junho de 2007 com o ônibus espacial Atlantis. A missão instalou o segundo painel solar na Estação Espacial Internacional (ISS). A missão durou 13 dias, sendo maior que o previsto devido a problemas detectados com os computadores russos da ISS e na proteção térmica da nave Atlantis.

## Tripulação
| Posição                  | Tripulantes           | Duração          | Pousou na |
| ------------------------ | --------------------- | ---------------- | --------- |
| Comandante               | Frederick W. Sturckow | 13d 20h 11m 32s  | STS-117   |
| Piloto                   | Lee J. Archambault    | 13d 20h 11m 32s  | STS-117   |
| Especialista de Missão 1 | Patrick G. Forrester  | 13d 20h 11m 32s  | STS-117   |
| Especialista de Missão 2 | Steven R. Swanson     | 13d 20h 11m 32s  | STS-117   |
| Especialista de Missão 3 | John D. Olivas        | 13d 20h 11m 32s  | STS-117   |
| Especialista de Missão 4 | James F. Reilly       | 13d 20h 11m 32s  | STS-117   |
| Especialista de Missão 5 | Clayton C. Anderson   | 151d 18h 23m 12s | STS-120   |

### Retornando da ISS
| Posição           | Tripulantes        | Duração          | Lançou na |
| ----------------- | ------------------ | ---------------- | --------- |
| Tripulante da ISS | Sunita L. Williams | 194d 18h 02m 01s | STS-116   |

## Objetivos
O objetivo principal da missão foi continuar a construção na Estação Espacial Internacional (ISS), onde foram levados o segundo e terceiro segmentos da estrutura do painel solar (denominados S3/S4). Os astronautas instalaram os novos segmentos na estrutura e redirecionaram um novo grupo de painéis solares. A viagem serviu também para fazer a troca de astronautas que ficam na ISS, Clayton Anderson substituiu Sunita Williams, que ficou no espaço cerca de 6 meses. Devido a imprevistos, na missão também foram consertados os computadores da ISS e o isolamento térmico da Atlantis.

## Dia-a-dia
8 de Junho - Sexta-Feira
A Nasa lançou com sucesso o ônibus espacial Atlantis do Centro Espacial John F. Kennedy, perto de Cabo Canaveral, na Flórida, Estados Unidos. O lançamento ocorreu no horário previsto, às 19h38.
9 de Junho - Sábado

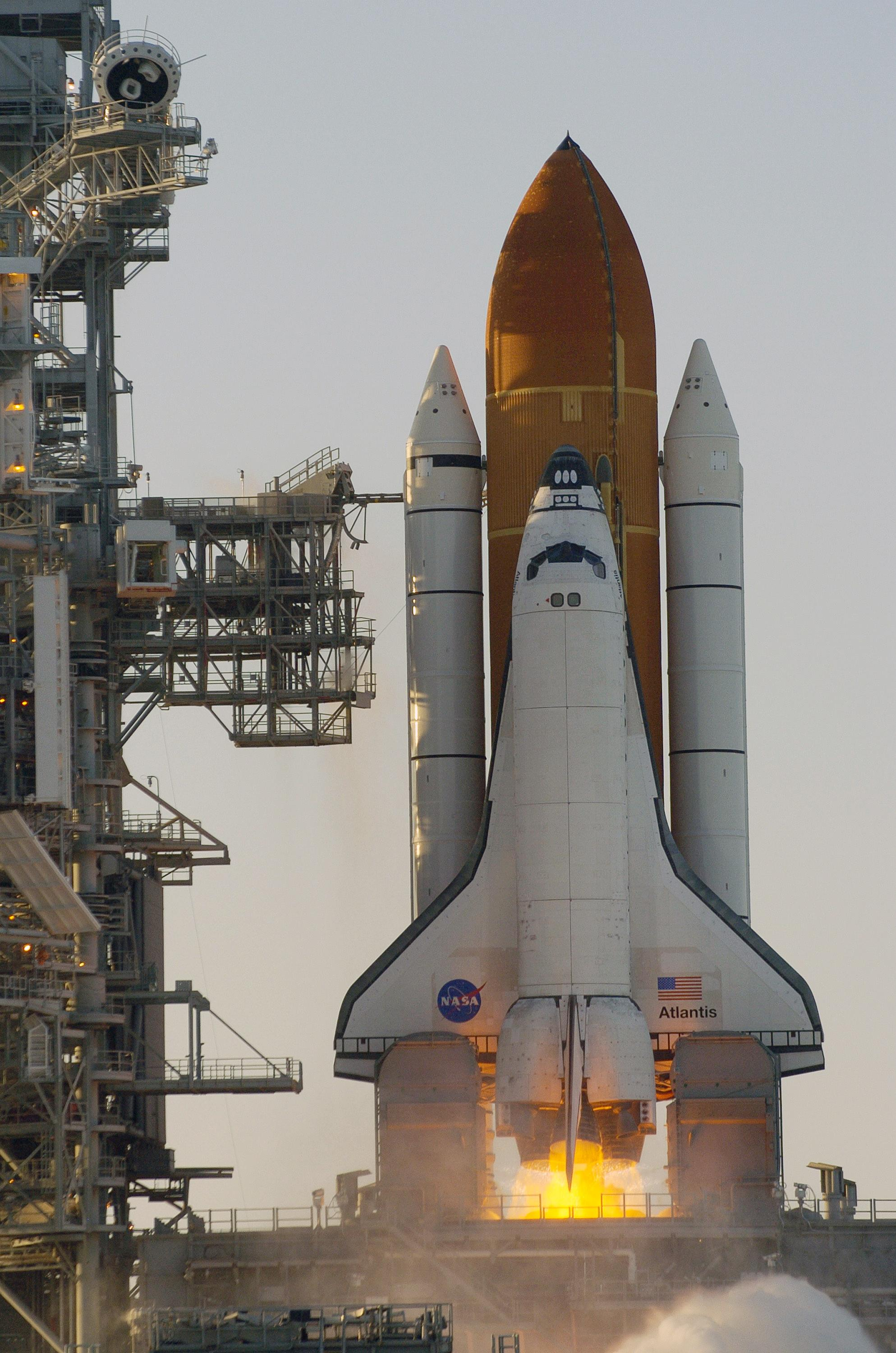
Lançamento do ônibus espacial Atlantis

Nasa analisa fotos tiradas pelos astronautas da Atlantis que mostram pequenos danos a uma área do sistema de proteção térmica do ônibus espacial que se aproximou da Estação Espacial Internacional.
10 de Junho - Domingo
O ônibus espacial Atlantis chega sem problemas à estação espacial Internacional (ISS), por enquanto, os engenheiros da Nasa concentram a atenção em uma fissura de cerca de 10 cm por 15 cm em uma cobertura térmica na parte traseira do ônibus espacial.
11 de Junho - Segunda-Feira
Astronautas fazem primeira caminhada espacial, Jim Reilly, um veterano nestas operações, e John Olivas, um estreante, tem como objetivo fazer as instalações elétricas e do ar climatizado entre a ISS e o novo segmento de 14 m de comprimento e 16,1 toneladas, denominado S3/S4, trazido no compartimento de carga do ônibus espacial.
12 de Junho - Terça-Feira
Missão é estendida em mais de 3 dia para que seja feito um conserto na fissura da cobertura térmica que protege a nave, alarme falso dispara na ISS e assusta os astronautas, causa teria sido um problema nos computadores.
13 de Junho - Quarta-Feira
Segunda caminhada espacial termina com sucesso, após 7 horas Steven Swanson e Patrick Forrester, guardaram um painel solar e instalaram os elementos rotatórios que permitirão que outro possa seguir o Sol, o equipamento vai proporcionar assim mais energia à estação, que viaja em órbita, a quase 400 km da Terra.
14 de Junho - Quinta-Feira
Falhas nos computadores da ISS fazem alarmes disparar novamente e pode atrasar ainda mais a missão.
15 de Junho - Sexta-Feira
Nasa e Estação espacial russa divergem sobre os problemas nos computadores que acabam sendo consertados parcialmente, na terceira caminhada os astronautas Danny Olivas e James Reilly repararam a perfuração na cobertura térmica do ônibus espacial Atlantis e recuaram dois painéis solares da plataforma após 7 horas de trabalho.
16 de Junho - Sábado
NASA da permissão para Atlantis retornar, notícia comemorada por Rick Sturckow, comandante da Atlantis.
17 de Junho - Domingo
Na quarta e última caminha espacial, Patrick Forrester e Steven Swanson preparam uma junta rotatória para sua ativação que permitirá que novos painéis sigam o sol e gerem energia para a Estação, verificaram o funcionamento de outros mecanismos que comandarão o giro do sistema e colocaram uma câmera. Depois saíram do módulo Unity e colocaram um cabo novo que une os segmentos russo e americano da Estação, e tiraram uma antena do sistema de navegação por satélite GPS. Também instalaram um escudo no laboratório Destiny que o protegerá de impactos de micro-meteoritos. Após 4 dias parados os computadores voltaram a funcionar normalmente.
18 de Junho - Segunda-Feira

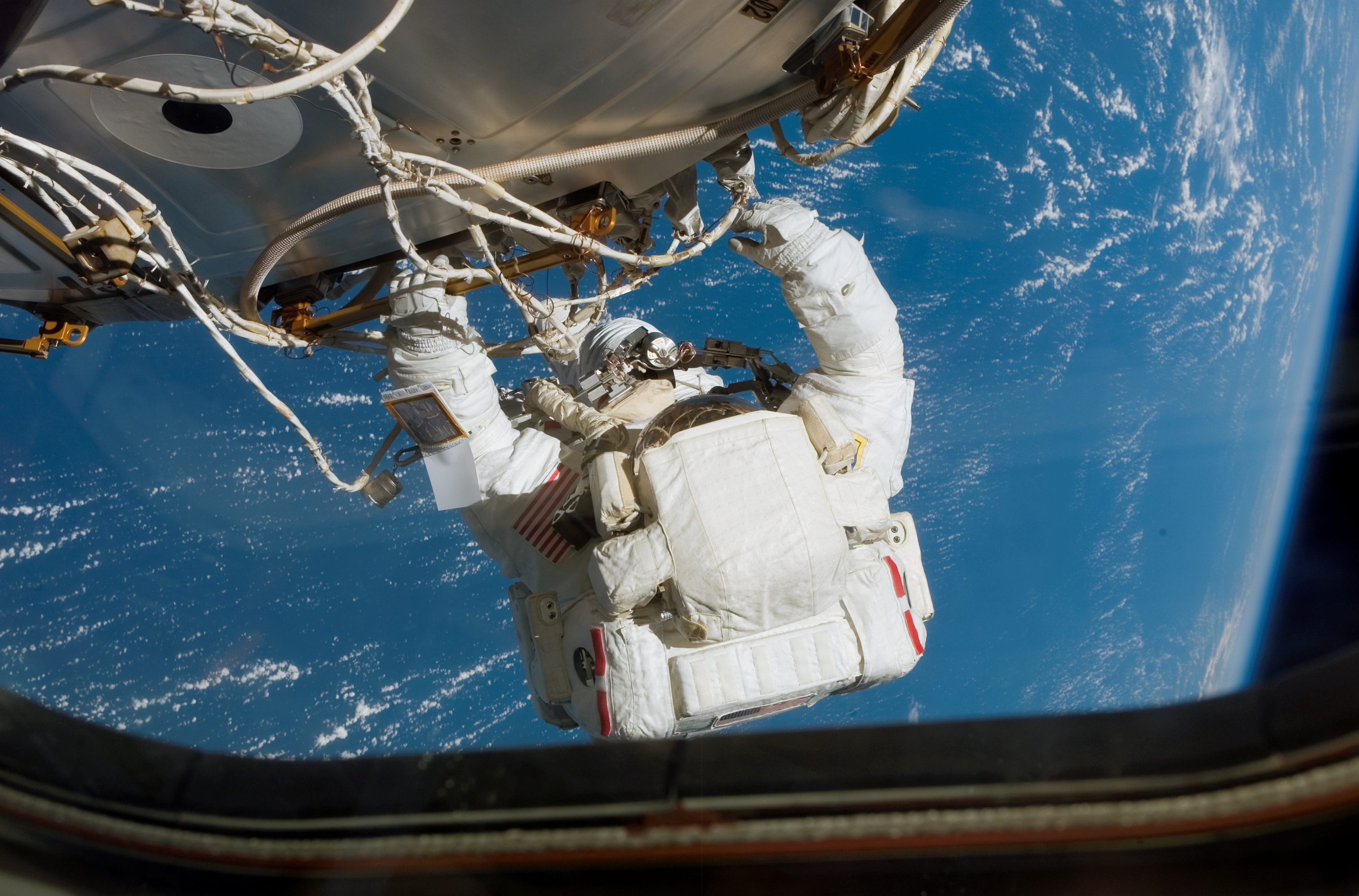
Trabalho durante 4ª Caminha Espacial

Após testes NASA decide que retorno da Atlantis será no dia 19 de Junho, tripulantes se despediram dos colegas da ISS.
19 de Junho - Terça-Feira
Depois de 12 dias de missão Atlantis se separa da estação espacial internacional e inicia retorno à Terra.
20 de Junho - Quarta-Feira
A Nasa informou que "cometeu um erro" em seus cálculos sobre o rompimento na proteção térmica do ônibus espacial Atlantis, mas que isso não deve impedir a nave de voltar à Terra.
21 de Junho - Quinta-Feira
Nasa suspende primeira oportunidade para a aterrissagem do ônibus espacial Atlantis, prevista para as 13h55 (horário local). O mau tempo impediu também a segunda tentativa e aterrissagem foi adiada em mais um dia.
22 de Junho - Sexta-Feira
O ônibus espacial Atlantis aterrissou na Base da Força Aérea Edwards, localizada no deserto de Mojave, na Califórnia após o cancelamento de outras 3 tentativas (sendo duas no dia anterior) programadas para acontecer em Cabo Canaveral, na Flórida, devido ao meu tempo.

## Caminhadas espaciais
| [ 1 ] [ 2 ] [ 3 ] | Missão        | Astronautas                      | Começo                 | Fim                    | Duração            | Tarefa                                                       |
| ----------------- | ------------- | -------------------------------- | ---------------------- | ---------------------- | ------------------ | ------------------------------------------------------------ |
| 79.               | STS-117 EVA 1 | James Reilly John Olivas         | 11 de Junho, 20:02 UTC | 12 de Junho, 02:17 UTC | 6 horas 15 minutos | Instalação dos painéis S3/S4                                 |
| 80.               | STS-117 EVA 2 | Patrick Forrester Steven Swanson | 13 de Junho, 18:28 UTC | 14 de Junho, 01:44 UTC | 7 horas 16 minutos | Completar Instalação dos painéis S3/S4                       |
| 81.               | STS-117 EVA 3 | James Reilly John Olivas         | 15 de Junho, 17:24 UTC | 16 de Junho, 01:22 UTC | 7 horas 58 minutos | Reparar fissura na proteção térmica da Atlantis              |
| 82.               | STS-117 EVA 4 | Patrick Forrester Steven Swanson | 17 de Junho, 16:25 UTC | 17 de Junho, 22:54 UTC | 6 horas 29 minutos | Instalar junção giratória dos painéis, cabo de rede e câmera |

## Hora de acordar
No que se tornou uma tradição nas missões espaciais, é tocada uma música no começo de cada dia, escolhida especialmente por terem uma ligação com algum tripulante ou mesmo com a situação de momento.
- Dia 2: "Big Boy Toys" por Aaron Tippin tocada para o comandante Rick Sturckow. WAV MP3
- Dia 3: "Riding the Sky" de David Kelldorf e Brad Loveall (empregados em Johnson Space Center) tocada para Clayton Anderson. WAV MP3
- Dia 4: "It Probably Always Will" de Ozark Mountain Daredevils tocada para Steven Swanson. WAV MP3
- Dia 5: "What a Wonderful World" de Louis Armstrong tocada para John "Danny" Olivas WAV MP3
- Dia 6: "Questions 67 and 68" de Chicago tocada para Lee Archambault. WAV MP3
- Dia 7: "Indescribable" de Chris Tomlin tocada para Patrick Forrester. WAV MP3
- Dia 8: "Radar Love" de Golden Earring tocada para Specialist Steven Swanson. WAV MP3
- Dia 9: "University of Texas El Paso Fight Song" de the UTEP Pep Band tocada para John "Danny" Olivas WAV MP3
- Dia 10: Tema de "Band of Brothers" tocada para Jim Reilly. WAV MP3
- Dia 11: "Redeemer" de Nicole C. Mullen tocada para Patrick Forrester. WAV MP3
- Dia 12: "Feelin' Stronger Every Day" de Chicago tocada para Lee Archambault. WAV MP3
- Dia 13: "If I Had a Million Dollars" de Barenaked Ladies tocada para Sunita Williams. WAV MP3
- Dia 14: "Makin' Good Time Coming Home" de John Arthur Martinez tocada para Rick Sturckow e Jim Reilly. WAV MP3
- Dia 15: "The Marines' Hymn" tocada para Commander Rick Sturckow, USMC. WAV MP3